# Josh Scowen
Joshua Charles Scowen, né le 28 mars 1993 à Enfield, est un footballeur anglais qui évolue au poste de milieu de terrain aux Wycombe Wanderers.

## Biographie
Le 15 janvier 2015, il rejoint le Barnsley FC.
Le 1er juillet 2017, il rejoint QPR.

## Palmarès
- Vainqueur du Football League Trophy en 2016 avec Barnsley
- Vainqueur de la EFL Trophy en 2021 avec Sunderland